# Gaertnera liberiensis
Gaertnera liberiensis är en måreväxtart som beskrevs av Ernest Marie Antoine Petit. Gaertnera liberiensis ingår i släktet Gaertnera och familjen måreväxter.
Artens utbredningsområde är Liberia. Inga underarter finns listade i Catalogue of Life.